# Althepus javanensis
Espèce
Althepus javanensis est une espèce d'araignées aranéomorphes de la famille des Psilodercidae.

## Distribution
Cette espèce est endémique de Java en Indonésie. Elle se rencontre dans la grotte Guajati Yayar sur le Gunung Kapur et sur le Gunung Gedeh.

## Description
La carapace du mâle holotype mesure 1,4 mm de long sur 1,3 mm et l'abdomen 2,4 mm de long et la carapace de la femelle paratype mesure 1,3 mm de long sur 1,2 mm et l'abdomen 2,5 mm de long.

## Étymologie
Son nom d'espèce, composé de java(n) et du suffixe latin -ensis, « qui vit dans, qui habite », lui a été donné en référence au lieu de sa découverte, l'île de Java.

## Publication originale
- Deeleman-Reinhold, 1995 : The Ochyroceratidae of the Indo-Pacific region (Araneae). The Raffles Bulletin of Zoology Supplement, no 2, p. 1-103 (texte intégral).